# Helene Funke
Helene Funke (Chemnitz, 3 de setembre de 1869 - Viena, 31 de juliol de 1957) va ser una pintora expressionista alemanya i dissenyadora gràfica modernista.

## Formació
Filla d'una família de comerciants, Funke va començar a estudiar pintura contra la voluntat dels seus pares a partir de 1899, a l'Acadèmia d'Art per a Dones de la Künstlerinnenverein (Associació d'Artistes) de Munic. Des de 1905 i fins a 1913 va viure a França, i més tard es va traslladar a Viena, on va romandre fins a la seva mort.

## Trajectòria artística
El seu recorregut artístic la portà de l'impressionisme tardà al fauvisme i després a l'expressionisme, i la síntesi que en va fer la va fer pionera en l'art modern, en assolir una pintura molt expressiva i personal. Es va vincular a diversos grups d'artistes com ara el grup Wiener Frauenkunst (Art femení vienès), destinat a millorar la situació professional i econòmica de les dones artistes, o el grup Bewegung (Moviment), un grup expressionista radical, que Funke va contribuir a fundar i en la primera exposició del qual va participar al 1918.

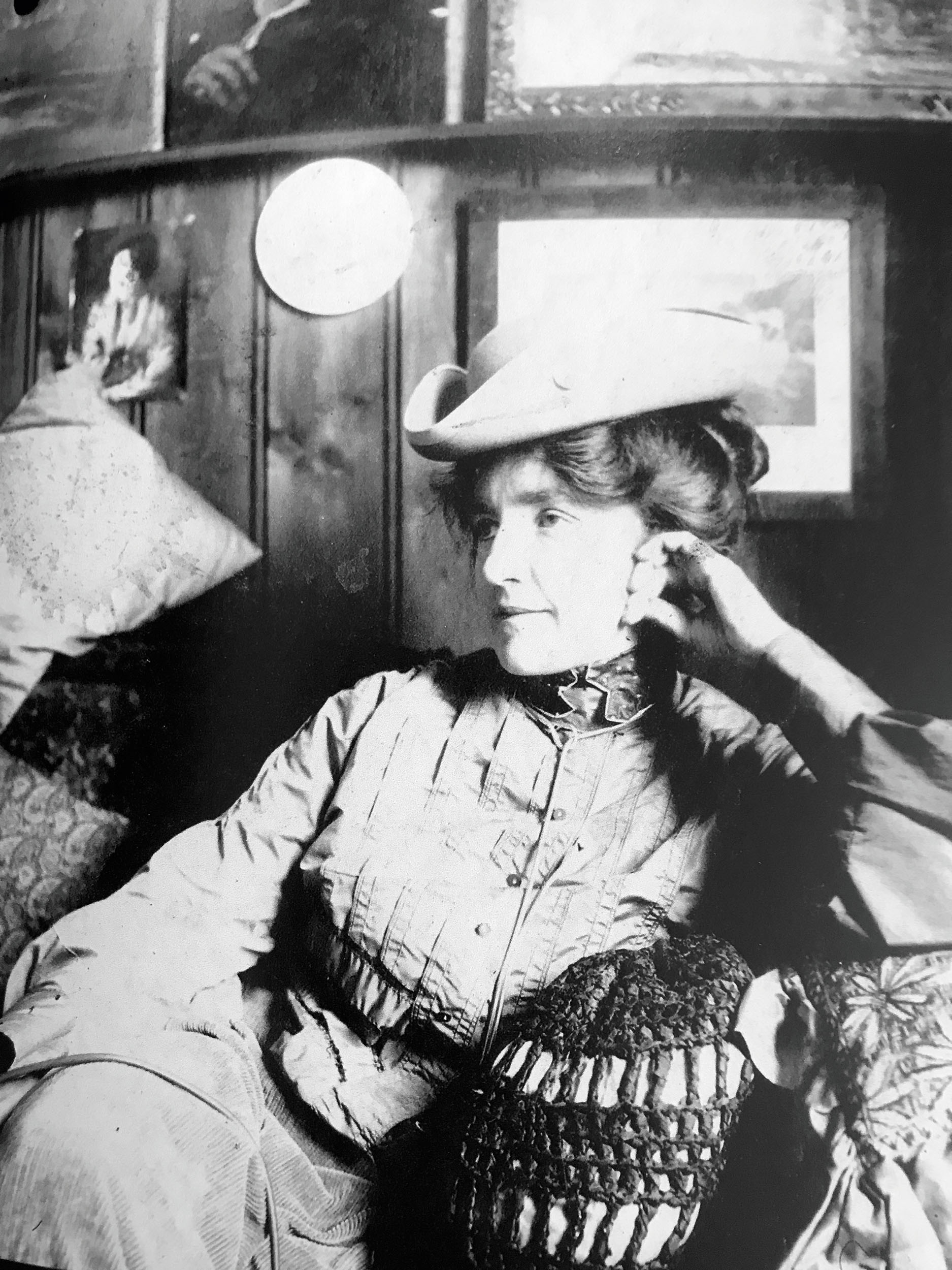
Helene Funke

Des de 1904 fins a 1938, va exposar a Munic, Berlín, Dresden, Leipzig (BUGRA 1914) i Hamburg i va formar part de la Deutscher Künstlerbund. A París havia participat al Saló de Tardor i a la Société des artistes Indépendants, al costat d'artistes com Matisse, Braque i Vlaminck. A Viena, la seva obra va ser exposada en la Secessió de Viena i en l'Exposició d'Art de Viena. De Viena estant presentà les seves obres en exposicions diverses a ciutats com Estocolm, Florència, Dresden o París. El 1928 va rebre el Premi Estatal d'Àustria pel quadre Tobías i l'Àngel.
La seva pintura, plena de colors brillants, línies dures i fortes pinzellades, mostra sovint grups de dones, parelles de dones —que exposen una idea nova de la feminitat—, retrats expressius, natures mortes, paisatges i nus, i també hi són presents els autoretrats.
Oskar Laske la va immortalitzar, al costat de Schiele, Klimt i Loos, en la seva monumental pintura Das Narrenschiff, que es pot veure en el Belvedere, a Viena.

## Oblit i recuperació
El nazisme va perseguir i ignorar tot l'art modern, que qualificà d'«art degenerat», i l'obra de Helene Funke va caure en l'oblit.
Va ser redescoberta el 1998 en una primera mostra a la Galeria Kunsthandel Hieke, de Viena. Després, l'estiu del 2007, durant una gran exposició al Kunstmuseum Lentos, de Linz, se'n va fer una gran retrospectiva i la seva obra va tornar a rebre el reconeixement del públic.

El 2018 la seva obra va ser exposada a Chemnitz, Alemanya, el seu lloc de naixement. El 2019, l'obra de Funke es va exposar en el Belvedere, a Viena, en la mostra Ciutat de dones. I al 2024, la seva obra figurava, al costat de la d'un centenar de pintores més, en l'exposició Maestras, al Museu Thyssen-Bornemisza de Madrid.